# Америчко ботаничко друштво
Америчко ботаничко друштво представља групу професионалних и аматерских ботаничара, истраживача, едукатора и студената у преко 80 земаља света. Функционише као непрофитно друштво чланова.

## Историја
Друштво је први пут основана 1893. као изданак из Ботаничког клуба Америчког удружења за унапређење науке на састанку у Рочестеру, 22. августа 1892. годне. Организациони принципи друштва били су унапређење студије биљака у Северној Америци и да професионализује такве напоре. Године 1906, организација се спојила са Друштвом за морфологију биљака и физиологију и Америчким милолошким друштвом.

## Одељења
Друштво се дели на 16 поља интересовања:
- Биологија и лихенологија
- Развојна биологија и структурна биологија
- Екологија
- Економија
- Генетика
- Историја ботанике
- Микробиологија
- Микологија
- Палеоботаника
- Алгологија
- Физиологија
- Фитохемија
- Папрати
- Систематика
- Едукација
- Тропска биологија

Друштво поседује и регионалне секције: северноисточну, средње континенталну, југоисточну и пацифичну.